# Grote Scheldeprijs 1965
Il Grote Scheldeprijs 1965, cinquantunesima edizione della corsa, si svolse il 27 luglio per un percorso di 238 km, con partenza ed arrivo a Schoten. Fu vinto dal belga Willy Vannitsen della squadra Ford France-Gitane davanti ai connazonali Louis Proost e Jos Huysmans.

## Ordine d'arrivo (Top 10)
| Pos. | Corridore              | Squadra             | Tempo |
| ---- | ---------------------- | ------------------- | ----- |
| 1    | Willy Vannitsen        | Ford France-Gitane  |       |
| 2    | Louis Proost           | Dr. Mann            |       |
| 3    | Jos Huysmans           | Dr. Mann            |       |
| 4    | Martin Van Den Bossche | Wiel's-Grene Leeuw  |       |
| 5    | Theo Mertens           | Peugeot-BP-Michelin |       |
| 6    | Lode Troonbeeckx       | Dr. Mann-Grundig    |       |
| 7    | Hugo Hellemans         | Dr. Mann-Grundig    |       |
| 8    | Jan Nolmans            | Flandria-Romeo      |       |
| 9    | Jan Van Gompel         | Dossche Sport       |       |
| 10   | Eddy Merckx            | Solo-Superia        |       |